# Cryptolinyphia
Cryptolinyphia Millidge, 1991 è un genere di ragni appartenente alla famiglia Linyphiidae.

## Distribuzione
L'unica specie oggi nota di questo genere è stata rinvenuta in Colombia.

## Tassonomia
Dal 1991 non sono stati esaminati esemplari di questo genere
A giugno 2012, si compone di una specie:
- Cryptolinyphia sola Millidge, 1991[3] — Colombia